# Doryopteris triphylla
Doryopteris triphylla är en kantbräkenväxtart som först beskrevs av Jean-Baptiste Lamarck, och fick sitt nu gällande namn av Christ. Doryopteris triphylla ingår i släktet Doryopteris och familjen Pteridaceae. Inga underarter finns listade.